# 池田村 (群馬県)
池田村（いけだむら）は、群馬県の北部、利根郡に属していた村である。

## 地理
- 河川: 薄根川、発知川

## 歴史
- 1889年（明治22年）4月1日 - 町村制施行により、下発知村、発知新田、奈良村、秋塚村、岡谷村、中発知村、上発知村、佐山村が合併し、利根郡池田村が成立する。
- 1954年（昭和29年）4月1日 - 利根郡沼田町、利南村、薄根村、川田村と合併し、沼田市を新設する。

### 現在の地名
- 上発知町（〒378-0071）
- 中発知町（378-0072）
- 発知新田町（378-0073）
- 下発知町（378-0074）
- 岡谷町（378-0061）
- 奈良町（378-0075）
- 秋塚町（378-0076）
- 佐山町（378-0078）